# Селенат галлия
Селенат галлия — бинарное неорганическое соединение
галлия и селеновой кислоты с формулой Ga2(SeO4)3,
бесцветные кристаллы,
растворяется в воде,
образует кристаллогидраты.

## Получение
- Растворение гидроксида галлия в горячем растворе селеновой кислоте:

{\displaystyle {\mathsf {2Ga(OH)_{3}+3H_{2}SeO_{4}\ {\xrightarrow {100^{o}C}}\ Ga_{2}(SeO_{4})_{3}+6H_{2}O}}}

## Физические свойства
Селенат галлия образует бесцветные кристаллы.
Хорошо растворяется в воде.
Образует кристаллогидраты состава Ga2(SeO4)3•n H2O, где n = 16, 22.

## Химические свойства
- Разлагается при нагревании:

{\displaystyle {\mathsf {Ga_{2}(SeO_{4})_{3}\ {\xrightarrow {550^{o}C}}\ Ga_{2}O_{3}+3SeO_{3}}}}
- С селенатами щелочных металлов образует квасцы:

{\displaystyle {\mathsf {Ga_{2}(SeO_{4})_{3}+Na_{2}SeO_{4}\ {\xrightarrow {}}\ 2NaGa(SeO_{4})_{2}}}}